# Bolingey
 (février 2024).
Bolingey est un village des Cornouailles, en Angleterre. Le village fait partie de la paroisse civile de Perranzabuloe.